# Xéniya Chíbisova
Xéniya Eduárdovna Chíbisova –en ruso, Ксения Эдуардовна Чибисова– (Perm, URSS, 13 de julio de 1988) es una deportista rusa que compite en judo.
En los Juegos Europeos de Minsk 2019 obtuvo dos medallas, oro en el equipo mixto y bronce en la categoría de +78 kg. Ganó una medalla de bronce en el Campeonato Europeo de Judo de 2019 y una medalla de bronce en el Campeonato Europeo de Judo por Equipo Mixto de 2018.

## Palmarés internacional
| Juegos Europeos                     | Juegos Europeos       | Juegos Europeos   | Juegos Europeos |
| Año                                 | Lugar                 | Medalla           | Categoría       |
| ----------------------------------- | --------------------- | ----------------- | --------------- |
| 2019                                | Minsk (Bielorrusia)   | Medalla de oro    | Equipo mixto    |
| 2019                                | Minsk (Bielorrusia)   | Medalla de bronce | +78 kg          |
| Campeonato Europeo                  |                       |                   |                 |
| Año                                 | Lugar                 | Medalla           | Categoría       |
| 2019                                | Minsk (Bielorrusia)   | Medalla de bronce | +78 kg          |
| Campeonato Europeo por Equipo Mixto |                       |                   |                 |
| Año                                 | Lugar                 | Medalla           | Categoría       |
| 2018                                | Ekaterimburgo (Rusia) | Medalla de bronce | Equipo mixto    |